# Liste de films documentaires relatifs à l'histoire de France
Cette page rassemble les documentaires sur l'histoire de France et de sa politique étrangère ainsi que sur l'évolution de sa société.

## LeXXesiècle

### De 1990 à 2000

#### Nos années
- Nos années 90 : les tempétueuses

Auteur-Réalisateur : Patrick Cabouat
Auteur : Alain Moreau
Production / Diffusion : Program 33, France 2, France 2

### De 1980 à 1990

#### Nos années
- Nos années 80 : Les cabossées

Auteur-Réalisateur : Patrick Cabouat
Auteur : Alain Moreau
Production / Diffusion : Program 33, France 2, France 2

### De 1970 à 1980

#### Nos années
- Nos années 70 : Les insouciantes

Auteur-Réalisateur : Patrick Cabouat
Auteur : Alain Moreau
Production / Diffusion : Program 33, France 2, France 2

#### Bokassa1er, Empereur de Françafrique[1]
Auteur-Réalisateur : Emmanuel Blanchard
Image : Georges de Genevraye, Sylvain Grolleau, Magali Roucaut, Thomas Sady
Montage : Cécile Coolen
Musique originale : Marc Tomasi
Production / Diffusion : Program 33, ECPAD (Ets de Com. et de Prod. AV de la Défense), Planète

### De 1960 à 1970

#### Nos années
- Nos années 60 : Les Mythologiques

Auteur-Réalisateur : Patrick Cabouat
Auteur : Alain Moreau
Production / Diffusion : Program 33, France 2, France 2

### De 1945 à 1960

#### Le roman des années cinquante
Film documentaire écrit par Alain Moreau et réalisé par Patrick Cabouat
- Le roman des années 50 : Le bonheur et le tumulte, 1953-1958
- Le roman des années 50 : Oublier et renaître, 1946-1953

#### Cameroun, autopsie d’une indépendance[3]
Réalisateur : Gaëlle Le Roy, Valérie Osouf
Production : Program33
Pays de production : France
Durée : 52'

#### La Reconstruction, troisième bataille en France[4]
Auteur-Réalisateur : Patrick Cabouat
Auteur : Henri de Turenne
Production / Diffusion : Pathé télévision, La Cinquième
1995 - France - 52 minutes - Vidéo

#### 1945 France Année Zero
Réalisateur : Patrick Cabouat
Auteur : Alain Moreau
Année : 2005

#### La face cachée des libérateurs[5],[6]
Réalisateur : Patrick Cabouat
Auteur : Alain Moreau
Année : 2006
Durée : 52'

### De 1931 à 1944

#### Apocalypse
Apocalypse, la 2de Guerre mondiale est une série de six films documentaires retraçant l'histoire de la Seconde Guerre mondiale, de ses origines à la fin de la guerre.
- L'agression (1933-1939) : la montée du nazisme et la campagne de Pologne1 ;
- L'écrasement (1939-1940) : la drôle de guerre, la chute de Dunkerque et la campagne de France2 ;
- Le choc (1940-1941) : la bataille d'Angleterre, la campagne de Yougoslavie, la bataille de Grèce et la bataille de Crète, l'opération Barbarossa, la guerre du désert3 ;
- L'embrasement (1941-1942) : en URSS, les batailles de Smolensk et de Moscou en 1941 et en 1942, l'opération Fall Blau. Dans le Pacifique : Pearl Harbor, Midway et Guadalcanal4 ;
- L'étau (1942-1943) : les premiers revers de l'Axe : la bataille de Stalingrad, El-Alamein, la Tunisie, la campagne d'Italie et enfin Koursk5 ;
- L'enfer (1944-1945) : la Libération de la France, les raids aériens puis l'invasion de l'Allemagne, les bombardements nucléaires du Japon et sa capitulation6.

### De 1919 à 1930
- Les années folles (1920-1930) : un documentaire d'Henri Torrent usant d'image d'archive

### De 1914 à 1918

#### Apocalypse
Apocalypse, la 1re Guerre mondiale est une série télévisée retraçant l'histoire de la Première Guerre mondiale, en cinq épisodes.
- Furie (avant guerre-août 1914)1 : Comment en est-on arrivé là ?
- Peur (août 1914-août 1915)2
- Enfer (septembre 1915-novembre 1916)3
- Rage (février 1917-septembre 1917)4
- Délivrance (octobre 1917-juin 1919)5

### Hors période

#### Françafrique
Françafrique est un film documentaire français de Patrick Benquet, produit par la Compagnie des Phares et Balises.
- Françafrique : La Raison d'État
- Françafrique : L'Argent Roi